# Фонд периодике Библиотеке града Београда
Фонд периодике Библиотеке града Београда набавља, обрађује, чува, проучава и даје на коришћење пажљиво структуриран фонд серијских публикација. У свом фонду има 1.158 наслова периодике — 893 наслова часописа и 265 наслова новина, повезаних у 21.787 томова. Фонд обухвата новине и часописе из свих области науке, културе и уметности, алманахе, годишњаке, календаре, извештаје, летописе, зборнике радова, мањи број статистичких прегледа, билтена као и фототипска издања. У Фонду периодике Библиотеке града Београда су сви важнији наслови 20. века, службене периодичне публикације, најрелевантнији наслови серијских публикација до 1991. године са простора бивше СФРЈ а потом из Србије из свих области људског старалаштва. Годишње се принавља преко 500 томова актуелних наслова.

## Простор
Фонд периодике као саставни део Одељења посебних фондова Библиотеке града Београда физички је издвојен и од 2002. године налази се у просторијама на Студентском тргу број 19 у Београду. Смештен је у простору од 260 m2 у згради у најужем центру града и градским превозом одлично је повезан са осталим деловима града.
Све просторије налазе се у приземљу – укупно пет просторија: радни простор, простор за смештај фонда и простор за коришћење библиотечке грађе. Читаоница за коришћење часописа опремљена је са 20 читалачких места, за коришћење дневне штампе обезбеђено је 6 читалачких места, а за претрагу фонда и друге дигиталне услуге 4 корисничка места са персоналним рачунарима и интернет везом.

## Каталози
Каталози, лисни (насловни, топографски) и електронски (насловни, хронолошки) обогаћени су и БИСИС ОПАК каталогом са инвентарским подацима о целокупном фонду часописа, верзије 3.1.2.
У оквиру Фонда периодике врши се евиденција и инвентарисање библиотечког материјала, каталошка обрада, чување и давање на коришћење. Стручна обрада фонда периодике у сагласности је са законским и подзаконским актима који регулишу ову материју у библиотекарству Србије при чему се сва библиотечка грађа редовно физички обрађује, уводи у евиденционе картоне, инвентарише, обрађује и каталогизира и спроводи се предвиђена заштита (повезивање часописа и коричење новина). Систем смештаја фонда у Фонду периодике Библиотеке града Београда је numerus currens, а у оквиру њега грађа је подељена по формату за новине и часописе. Приступ фонду је затворен и публикације се задужују преко реверса уз чланску карту код библиотечког радника који ради са корисницима.

## Наслови у Фонду
У фонду се налазе неки од најважнијих наслова српске и југословенске периодике 20. века: Политика, Време, Борба, Базар, Градац, Крфски Забавник, Српски књижевни гласник, Дело, Трећи програм Радио Београда, НИН као и добар део службених периодичних публикација: Службени гласник Републике Србије, Службени лист Србије и Црне Горе, Службени лист града Београда...
Петину фонда чине наслови из 19. века: Новине сербске изъ царствующега града Виенне, Даница илирска, Славјански родољуб, Гласник Србског ученог друштва, Јавор, Дубровник, Невен, Стражилово...
У читаоници дневне штампе члановима Библиотеке су у понуди следећи наслови: Политика, Вечерње новости, Данас, Блиц, Спортски журнал, НИН, Печат, Сведок.

## Дигитализација
Један део специфичне грађе која се чува у оквиру фонда Библиотеке града Београда је дигитализован и у слободном је приступу у оквиру Дигиталне БГБ. Из фонда периодике у слободном приступу доступне су следеће дигитализоване колекције:
- часопис Звезда
- лист Нова Искра
- часопис Илустровано Време
- Новине читалишта београдског
- часопис за децу Змај
- часопис Немања
- часопис Недељне илустрације
- часопис Илустровани Балкан
- Београдске илустроване новине

## Корисници
Годишње преко 25.000 корисника прочита више од 60.000 примерака дневне штампе, а у читаоници за научни рад се изда око 4.500 укоричених томова.